# Diana Bader

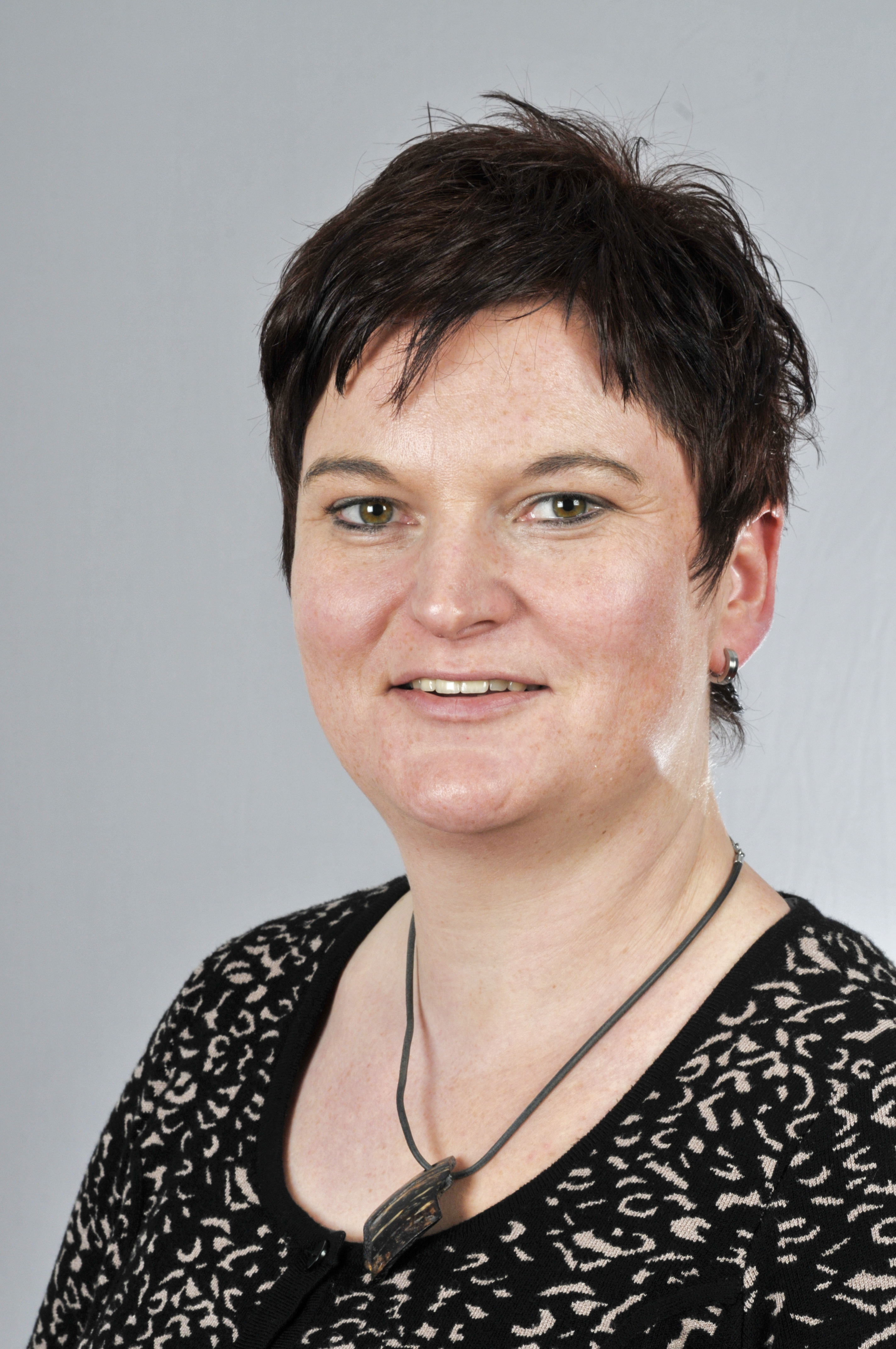
Diana Bader (2016)

Diana Bader (* 5. Februar 1976  in Finsterwalde) ist eine deutsche Politikerin (Die Linke) und zwischen 2014 und 2019 Landtagsabgeordnete in Brandenburg.
Diana Bader absolvierte bei der DB AG eine Ausbildung als Kauffrau im Eisenbahn- und Straßenverkehr. In die Partei Die Linke trat sie 2010 ein. Bei der Landtagswahl in Brandenburg 2014 errang sie ein Mandat über die Landesliste ihrer Partei.